# NIC-70A
La NIC-70A  es una importante carretera nacional clasificada como troncal principal en Nicaragua. Esta vía comienza en el Sur en la NIC-1 en Quebrada Honda en el Departamento de Managua y culmina en el Norte en la NIC-26 en el departamento de León.

## Extensión
Con una extensión de 37,91 millas (61,0 km), la NIC-70A juega un rol clave en la conectividad y transporte de la región.